# Iris halophila
Iris halophila är en irisväxtart som beskrevs av Pall.. Iris halophila ingår i släktet irisar, och familjen irisväxter.

## Underarter
Arten delas in i följande underarter:
- I. h. halophila
- I. h. sogdiana

## Bildgalleri

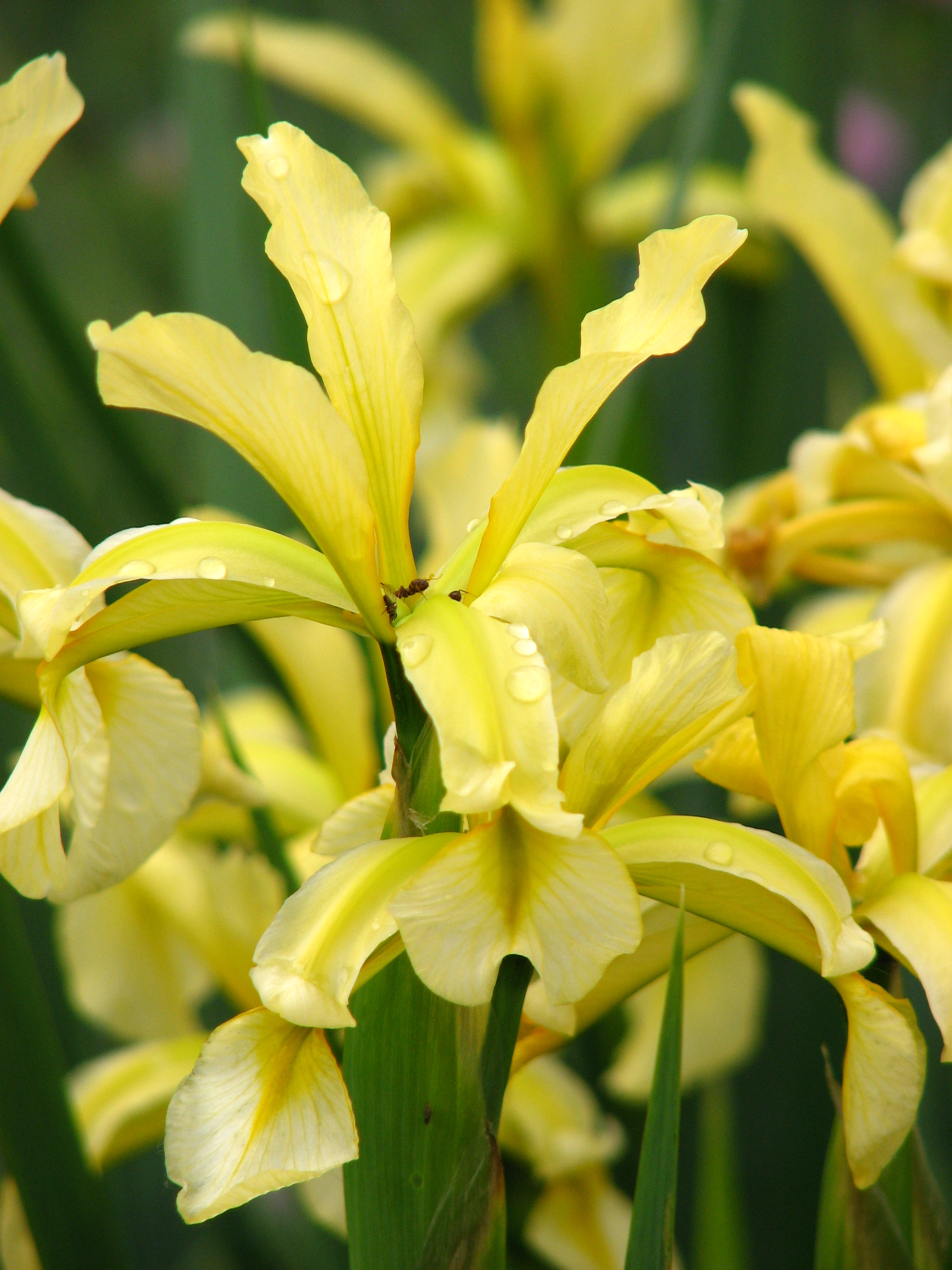